# 西洪乡
西洪乡，是中华人民共和国河南省驻马店市上蔡县下辖的一个乡镇级行政单位。

## 行政区划
西洪乡下辖以下地区：
西洪村、关帝村、小和村、司马村、关王庄村、曹王村、寇庄村、石堂村、宋庄村、朱赵村、新陈庄村、坡常村、南武庄村、嘴李村、固村、南董村、腰店村、洼王村和刘坡村。